# Korthalsia bejaudii
Korthalsia bejaudii är en enhjärtbladig växtart som beskrevs av François Gagnepain och Jean-Henri Humbert. Korthalsia bejaudii ingår i släktet Korthalsia och familjen Arecaceae.
Artens utbredningsområde är Kambodja. Inga underarter finns listade i Catalogue of Life.